# Jan Phyl Village
Jan Phyl Village – jednostka osadnicza w Stanach Zjednoczonych, w stanie Floryda, w hrabstwie Polk.